# Article 4 de la Constitution éthiopienne de 1994
L'article 4 de la Constitution éthiopienne de 1994 est l'article traitant du nouvel l'hymne national de l'Éthiopie, il fait partie du premier chapitre concernant de dispositions générales.

## Texte de l'article
« Article 4 - Hymne national de l'Éthiopie
L'hymne national de l'Éthiopie, qui sera déterminé par la loi, devra refléter les idéaux de la Constitution, l'engagement des peuples d'Éthiopie à vivre ensemble dans un ordre démocratique et leur destinée commune. »